# Misto
|  | Aquest article tracta sobre l'objecte per encendre foc. Si cerqueu el bolet, vegeu «camagroc». |

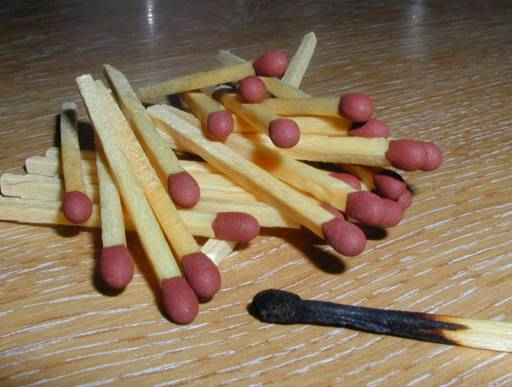
Mistos de seguretat domèstics.

Un misto, llumí o cerilla i més rarament lluquet o palleta/pallola és una eina per encendre foc. Un llumí és un bastonet curt de fusta o cartó rígid encerat amb un cap de productes químics inflamables que serveix per a produir foc en circumstàncies controlades per la fricció generada en rascar-lo contra una superfície adequada.
Principalment, hi ha dues menes de mistos: integral i de seguretat. Un misto integral és aquell que s'encén per fricció en qualsevol lloc, i un misto de seguretat és aquell que només encén al seu propi rascador; també es poden classificar pel tipus de material del plançó (fusta, paper o paper amb cera).
Els llumins de fusta s'envasen en capses de mistos, i els llumins de cartró es grapen als llibrets de mistos. L'extrem recobert d'un llumí, conegut com el "cap", consisteix en una mena de perla formada per ingredients actius i aglutinant, sovint de colors vius per localitzar-ho a simple vista.

## Història

### Primers mistos
Un predecessor del misto, el lluquet o palleta/pallola, consistia en bastonets petits de pineda o de canya de bambú impregnats amb sofre. Va ser desenvolupat a la Xina el 577. Ho sabem per una nota del text Cho Keng Lu, escrita el 1366, que els descriu, i afirma que les utilitzaven "dames de la cort" l'any 577 durant la conquesta del Qi del Nord.
Durant les Cinc Dinasties i els Deu Regnes (907–960), un llibre anomenat Records of the Unworldly and the Strange escrit per l'autor xinès Tao Gu cap al 950 deia això: "Si es produeix una emergència a la nit, pot trigar una mica a aconseguir fer llum de la manera tradicional. Però un home enginyós va idear el sistema d'impregnar amb sofre les branques de pi i emmagatzemar-les a punt per al seu ús. Al menor toc de foc, esclaten en flames. Fàcilment s'obté una petita flama com una espiga de blat de moro. Aquesta meravellosa cosa antigament s'anomenava "esclau portador de llum", però després, quan es va convertir en un article de comerç, el seu nom es va canviar per "pal de polzades de foc".
Un altre text, Wu Lin Chiu Shih, datat de 1270, enumera els llumins de sofre com una cosa que es venia als mercats de Hangzhou, al voltant de l'època de la visita de Marco Polo . Els llumins es coneixien com fa chu o tshui erh.

### Mistos químics
Abans de l'ús de llumins, de vegades s'encenia el foc amb un vidre ardent (una lent) per enfocar el sol a l'esca, un mètode que només podia funcionar els dies assolellats. Un altre mètode comú era encendre l'esca amb espurnes produïdes en colpejar sílex i acer, o augmentant bruscament la pressió de l'aire en un pistó de foc. Els primers treballs els havia fet l'alquimista Hennig Brand, que va descobrir la naturalesa inflamable del fòsfor el 1669. Altres, inclòs Robert Boyle i el seu assistent, Ambrose Godfrey, van continuar aquests experiments a la dècada de 1680 amb fòsfor i sofre, però els seus esforços no van produir mètodes pràctics i econòmics per generar foc.
Es van utilitzar diverses maneres diferents per encendre el tabac de fumar: una era l'ús d'un objecte prim com una espelma prima, un paper enrotllat o una palla, encesa des d'una flama propera i ja existent i després utilitzada per encendre el cigar o la pipa, que sovint es guardava a prop de la llar de foc en un gerro. Un altre mètode utilitzava un percutor, una eina que semblava unes tisores, però amb sílex en una "fulla" i acer a l'altra. A continuació, es fregaven junts, produint en última instància espurnes. També es podien utilitzar pinces de brasa per recollir un carbó d'un foc i encendre el tabac directament.
El primer misto modern l'inventà el 1805 Jean Chancel, ajudant el Professor Louis Jacques Thénard de París. El cap del misto era fet d'una mescla de clorat de potassi, sofre, sucre, i goma. S'encenien submergint la punta del misto en una ampolla d'amiant petita plena d'àcid sulfúric. Aquesta classe de misto era prou car i el seu ús era perillós, així els mistos de Chancel mai no varen ser gaire populars.
Aquesta manera de fer mistos es va perfeccionar encara més en les dècades següents, culminant amb el 'Promethean match' que va ser patentat per Samuel Jones de Londres el 1828. El seu misto consistia en una petita càpsula de vidre que contenia una composició química d'àcid sulfúric acolorit amb indigo i recoberta a l'exterior amb clorat de potassi, tot embolicat en rotllos de paper. L'encesa immediata d'aquesta forma particular de llumins s'aconseguia triturant la càpsula amb un parell d'alicates, barrejant i alliberant els ingredients per tal que s'encengués.
A Londres, Heurtner va introduir llumins similars destinats a encendre cigars el 1849, que tenia una botiga anomenada Lighthouse in the Strand. Una versió que va vendre es deia "Euperion" (de vegades "Empyrion") que era popular per a ús de la cuina i sobrenomenada com "Hugh Perry", mentre que una altra destinada a ús a l'aire lliure es deia "Vesuvian" o "flamer". El cap era gran i contenia nitre, carbó vegetal i pols de fusta, i tenia una punta de fòsfor. El mànec era gran i de fusta dura per cremar amb força i durar una estona. Alguns fins i tot tenien tiges de vidre. Tant els Vesuvians com els Prometeus tenien un bulb d'àcid sulfúric a la punta que s'havia de trencar per iniciar la reacció.
Samuel Jones va introduir les bengales per encendre cigars i pipes el 1832. Una invenció similar va ser patentada el 1839 per John Hucks Stevens a Amèrica.
El 1832, William Newton va patentar la "vesta de cera" a Anglaterra. Consistia en una tija de cera que incrustava fils de cotó i tenia una punta de fòsfor. Savaresse i Merckel van fer variants conegudes com a "partides d'espelmes" el 1836. John Hucks Stevens també va patentar una versió de seguretat del misto de fricció el 1839.

### Mistos de fricció
Els llumins químics no van poder fer el salt a la producció en massa, a causa de la despesa, la seva naturalesa feixuga i el perill inherent d'utilitzar-los. Un mètode alternatiu va ser produir l'encesa mitjançant la fricció produïda per fregar dues superfícies rugoses juntes. Un dels primers exemples el va fer François Derosne el 1816. El seu misto de fòsfor brut s'anomenava briquet phosphorique i utilitzava un llumins amb punta de sofre per raspar dins d'un tub recobert internament de fòsfor. Era tant incòmode com insegur.
El primer misto de fricció el va inventar l'anglès John Walker el 1826, un químic i farmacèutic anglès de Stockton-on-Tees, al comtat de Durham. Ja es coneixien diverses mescles químiques que s'encén per una explosió sobtada, però no s'havia trobat possible transmetre la flama a una substància de combustió lenta com la fusta. El primer treball havia estat fet per Robert Boyle durant els anys 1680 amb fòsfor i sofre, però els seus esforços no havien produït resultats útils. Walker descobria una mescla d'antimoni (III) sulfur, clorat de potassi, goma i midó es podrien encendre fregant-la contra qualsevol superfície rugosa. Walker en va dir congreves de mistos, però el procés era patentat per Samuel Jones i els mistos es venien a dojo. Els primers mistos tenien un cert nombre de problemes: la flama era inestable i la reacció inicial era desconcertantment violenta; a més l'olor produïda pel misto que cremava era desagradable. Malgrat aquests problemes, els mistos nous eren responsables d'un augment en el mercat del nombre de fumadors.
El preu d'una caixa de 50 llumins era d'un xíling. Amb cada capsa es subministrava un tros de paper de vidre, doblegat doblement, a través del qual s'havia de treure el misto per encendre-lo. Walker no va anomenar els llumins " Congreves " en honor a l'inventor i pioner dels coets Sir William Congreve, com s'indica de vegades. Els congrés van ser la invenció de Charles Sauria, un estudiant de química francès de l'època. Walker no va revelar la composició exacta dels seus mistos. Entre 1827 i 1829, Walker va fer unes 168 vendes dels seus mistos. Eren, però, perillosos i de vegades caien a terra, cremant catifes i vestits, fet que va provocar la seva prohibició a França i Alemanya. Walker no va patentar el seu invent, ja fos per voluntat o per descuit.
El 1829, l'inventor escocès Sir Isaac Holden va inventar una versió millorada del misto de Walker i la va demostrar a la seva classe a la Castle Academy de Reading, Berkshire. Holden no va patentar el seu invent i va afirmar que un dels seus alumnes havia escrit al seu pare Samuel Jones, un químic de Londres que va comercialitzar el seu procés. Una versió del partit de Holden va ser patentat per Samuel Jones, i aquests es van vendre com a mistos de lucifer. Aquests primers mistos van tenir una sèrie de problemes – una reacció violenta inicial, una flama inestable i olors i fums desagradables. Els Llucifers es podien encendre de manera explosiva, de vegades llançant espurnes a una distància considerable. Els Llucifers van ser fabricats als Estats Units per Ezekial Byam.
Els Llucifers van ser ràpidament substituïts després de 1830 per llumins fets segons el procés ideat pel francès Charles Sauria, que va substituir el fòsfor blanc pel sulfur d'antimoni. Aquests nous llumins de fòsfor s'havien de guardar en caixes metàl·liques hermtiques, però es van fer populars i van rebre el nom de loco foco ("foc boig") als Estats Units, d'on va derivar el nom d'un partit polític. La patent nord-americana més antiga per al misto de fricció de fòsfor es va concedir el 1836 a Alonzo Dwight Phillips de Springfield, Massachusetts .
Entre 1830 i 1890, la composició d'aquests mistos es va mantenir pràcticament inalterada, tot i que es van fer algunes millores. El 1843 William Ashgard va substituir el sofre per cera d'abella, reduint el malestar general que provocaven els fums. Aquesta va ser substituïda per la parafina el 1862 per Charles W. Smith, donant com a resultat el que es va anomenar "partides de saló". A partir de 1870 l'extrem de la fèrula va ser ignífug mitjançant la impregnació amb productes químics ignífugs com l'alum, el silicat de sodi i altres sals donant com a resultat el que comunament s'anomenava "lluminós borratxo" que evitava la cremada accidental dels dits de l'usuari. Es van fer altres avenços per a la fabricació massiva de llumins. Els primers partits es feien a partir de blocs de fusta amb talls que separaven les fèrules però deixaven les seves bases adossades. Les versions posteriors es van fer en forma de pintes primes. Les fèrules es trencarien de la pinta quan fos necessari.
Un misto que no feia soroll va ser inventat el 1836 per l'hongarès János Irinyi, que era estudiant de química. Un experiment sense èxit del seu professor, Meissner, va donar a Irinyi la idea de substituir el clorat de potassi per diòxid de plom al capdavant del misto de fòsfor. Va liquar el fòsfor en aigua tèbia i el va sacsejar en un vial de vidre, fins que els dos líquids s'emulsionaren. Va barrejar el fòsfor amb diòxid de plom i goma aràbiga, va abocar la massa en forma de pasta en un pot i va submergir les branques de pi a la barreja i les va deixar assecar. Quan els va provar aquell vespre, tots s'encenien uniformement. Va vendre l'invent i els drets de producció d'aquests llumins silenciosos a István Rómer, un farmacèutic hongarès que vivia a Viena, per 60 florins. Com a fabricant de llumins, Rómer es va fer ric, i Irinyi va publicar articles i un llibre de text de química i va fundar diverses fàbriques de llumins.

### Substitució del fòsfor blanc
Els implicats en la fabricació dels nous llumins de fòsfor estaven afectats de mandíbula fosforesca i altres trastorns ossis, i hi havia prou fòsfor blanc en un paquet per matar una persona. Les morts i els suïcidis per menjar-se els caps de llumins esdevingueren freqüents. El primer informe de necrosi de fòsfor es va fer l'any 1845 per Lorinser a Viena, i un cirurgià de Nova York va publicar un fullet amb notes sobre nou casos.
Les condicions de les dones de la classe treballadora a les fàbriques de Bryant & May van provocar la vaga de les mistaires de Londres de 1888. La vaga es va centrar en les greus complicacions per a la salut de treballar amb fòsfor blanc, com la mandíbula fosforesca. L'activista social Annie Besant va publicar un article al seu diari setmanal de mig cèntim The Link el 23 de juny de 1888. Es va crear un fons de vaga i alguns diaris van recollir donatius dels lectors. Les dones i les noies també van demanar aportacions. Membres de la Societat Fabiana, com George Bernard Shaw, Sidney Webb i Graham Wallas, van participar en la distribució dels diners recaptats. La vaga i la publicitat negativa van provocar canvis per limitar els efectes sobre la salut de la inhalació de fòsfor blanc.
Es van intentar reduir els efectes nocius sobre els treballadors mitjançant la introducció d'inspeccions i reglaments. Anton Schrötter von Kristelli va descobrir el 1850 que escalfava fòsfor blanc a 250 °C en una atmosfera inert va produir una forma al·lotròpica vermella, que no va fumar en contacte amb l'aire. Es va suggerir que això seria un substitut adequat per a la fabricació de llumins, tot i que era una mica més car. Dos químics francesos, Henri Savene i Emile David Cahen, van demostrar el 1898 que l'addició de sesquisulfur de fòsfor significava que la substància no era verinosa, que es podia utilitzar en un partit "atac a qualsevol lloc" i que els caps de llumins no eren explosius.
L'empresa britànica Albright and Wilson va ser la primera empresa a produir llumins de sesquisulfur de fòsfor comercialment. L'empresa va desenvolupar un mitjà segur per fabricar quantitats comercials de sesquisulfur de fòsfor l'any 1899 i va començar a vendre'l. No obstant això, el fòsfor blanc es va continuar utilitzant, i els seus greus efectes van portar molts països a prohibir-ne l'ús. Finlàndia va prohibir l'ús de fòsfor blanc el 1872, seguida de Dinamarca el 1874, França el 1897, Suïssa el 1898 i els Països Baixos el 1901. La Convenció de Berna va assolir un acord el setembre de 1906, que prohibia l'ús de fòsfor blanc en llumins. Això va obligar a cada país a aprovar lleis que prohibissin l'ús de fòsfor blanc als partits. El Regne Unit va aprovar una llei l'any 1908 que prohibeix el seu ús en partits posteriors al 31 de desembre de 1910. Els Estats Units no van aprovar cap llei, sinó que van col·locar un "impost punitiu" el 1913 als llumins basats en fòsfor blanc, un tan alt que va fer que la seva fabricació fos poc pràctica financerament, i Canadà els va prohibir el 1914. L'Índia i el Japó els van prohibir el 1919; La Xina els va mantenir uns anys, prohibint-les el 1925.
El 1901, Albright i Wilson van començar a fabricar sesquisulfur de fòsfor a la seva planta de Niagara Falls, Nova York, per al mercat nord-americà, però els fabricants nord-americans van continuar utilitzant llumins de fòsfor blanc. La planta de les cascades del Niàgara els va fabricar fins al 1910, quan el Congrés dels Estats Units va prohibir l'enviament de llumins de fòsfor blanc al comerç interestatal.

### Mistos de seguretat
Els perills del fòsfor blanc en la fabricació de llumins van portar al desenvolupament del "lluminós higiènic" o "de seguretat". La principal innovació en el seu desenvolupament va ser l'ús de fòsfor vermell, no a la capçalera del partit, sinó en una superfície de cop especialment dissenyada.
El misto de seguretat el va inventar el 1844 el suec Gustaf Erik Pasch i el millorà Johan Edvard Lundström una dècada més tard. La seguretat és fruit de la separació dels ingredients de combustible entre el cap del misto i una superfície especial. La superfície especial és de vidre polvoritzat i fòsfor vermell, i el cap del misto és d'antimoni (III) clorat de sulfur i potassi. L'acte d'encendre converteix el fòsfor vermell en blanc per la calor de la fricció; el fòsfor blanc s'encén i la ignició comença la combustió del cap del misto. La seguretat addicional era la substitució de fòsfor blanc amb fòsfor vermell. Una empresa americana desenvolupà un misto similar que feia servir sesquisulfur de fòsfor i el patentà el 1910.
El desenvolupament d'una capsa de mistos especialitzat amb els dos llumins i una superfície especial no arribà fins al 1890 amb l'americà Joshua Pusey.

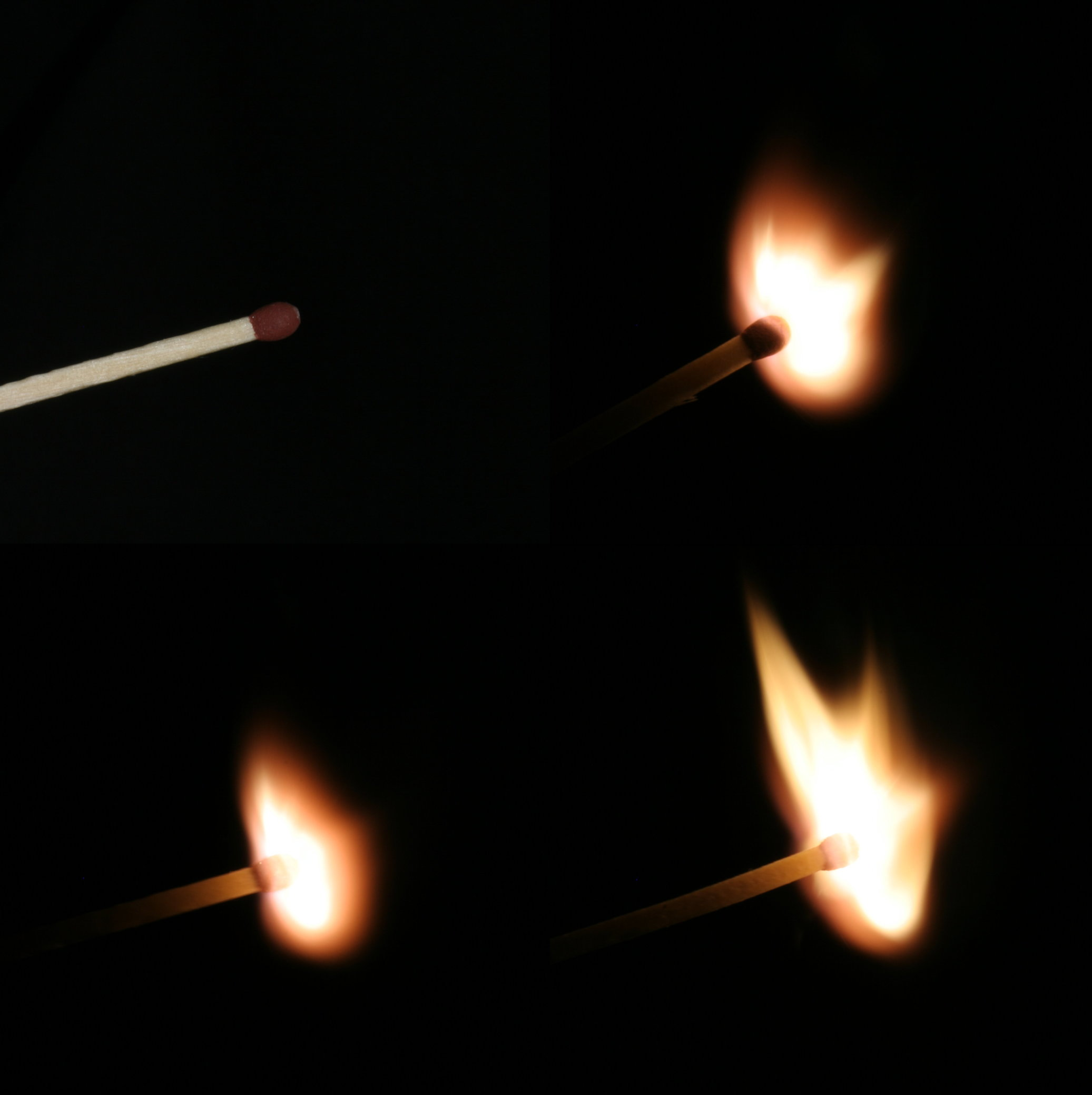
Procés d'ignició d'un misto en quatre fotografies

El principi d'encesa consisteix a afegir-hi energia, mitjançant fregament, per a produir una reacció controlada d'oxidació-reducció i encendre un combustible.
Probablement, el mot misto prové de l'adjectiu "mixto", mixt, per tal de designar els llumins de seguretat, que posseïen el cap dividit en dues parts: el cap, que funcionava com a ignitor, i que produïa l'espurna, i la base, que feia la flama inicial. Aparagueren als Països Catalans a començament del segle xx. La forma llumí ve de l'alguerès, que va catalanitzar el mot sard luminò. Pompeu Fabra la va fer entrar al Diccionari General de la Llengua Catalana com l'única aportació algueresa aleshores.

## Tipus
Els llumins de fricció fets amb fòsfor blanc, així com els fets amb sesquisulfur de fòsfor, es poden rascar en qualsevol superfície adequada per generar foc. S'han mantingut especialment populars als Estats Units, fins i tot quan els mistos de seguretat havien esdevingut habituals a Europa, i a principis del segle XXI encara s'utilitzen àmpliament a tot el món, fins i tot en molts països en desenvolupament. Entre els usos actuals hi ha el càmping, activitats a l'aire lliure, situacions d'emergència/supervivència i emmagatzemar equips de supervivència casolans. Tanmateix, els mistos de fàcil encesa estan prohibits en tota mena d'aeronaus sota la classificació de "mercaderies perilloses".
Els llumins de seguretat es classifiquen com a mercaderies perilloses. No estan universalment prohibits en avions; no obstant això, s'han de declarar com a mercaderies perilloses i les companyies aèries o països individuals poden imposar restriccions més estrictes.

Els mistos de tempesta, també coneguts com a mistos de bot salvavides o lluminós de bengala, s'inclouen sovint als kits de supervivència. Tenen una punta enganxable semblant a un llumí normal, però el compost combustible, inclòs un oxidant, continua per la longitud del pal, recobrint la meitat o més de tot el pal. El misto també té un recobriment impermeable (que sovint fa que el partit sigui més difícil d'encendre) i sovint els llumins de tempesta són més llargs que els llumins estàndard. Com a resultat del recobriment combustible, els llumins de tempesta cremen amb força fins i tot amb vents forts, i fins i tot poden tornar-se a encendre espontàniament després d'estar submergits breument a l'aigua.

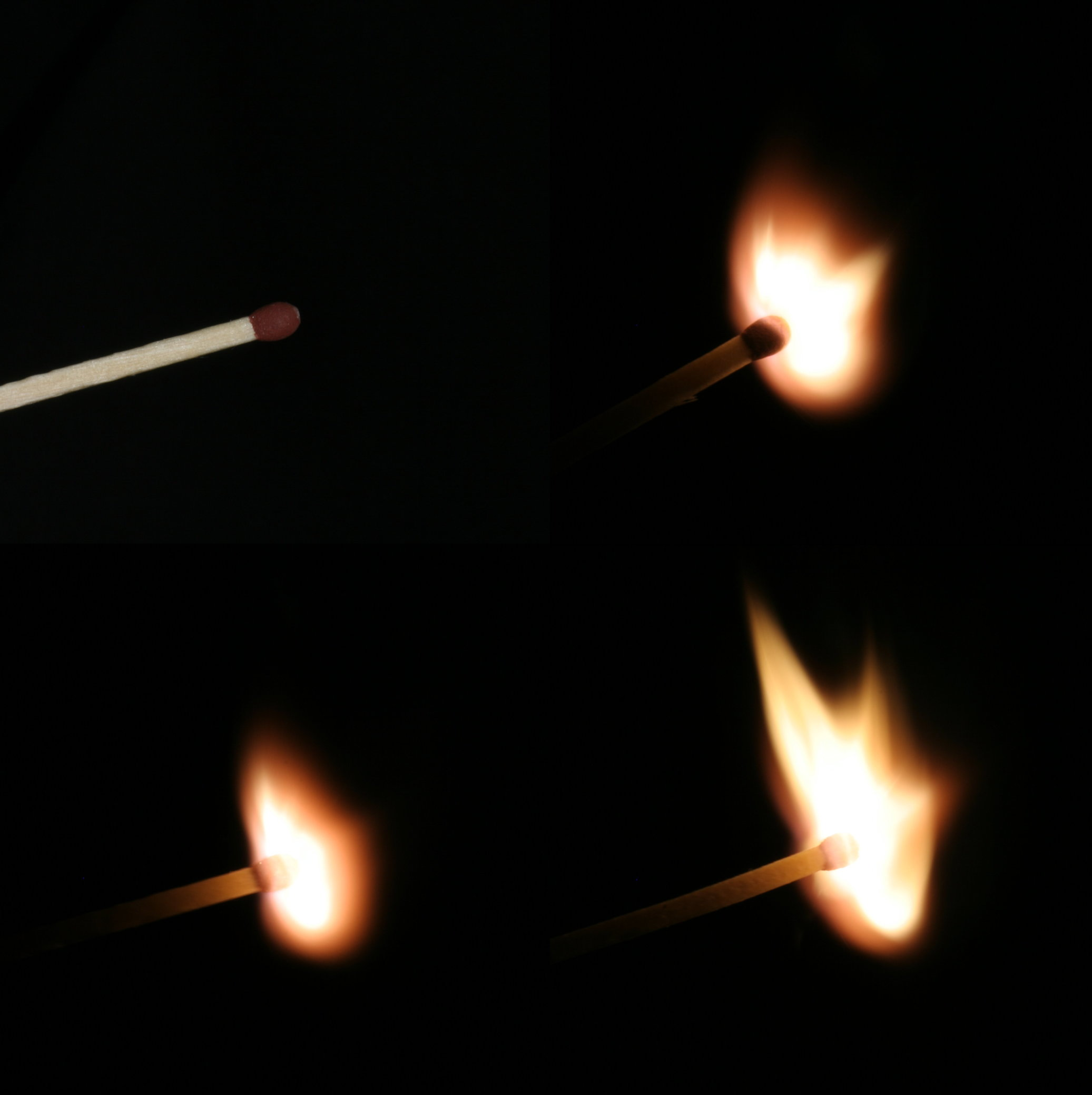
Encesa d'un misto
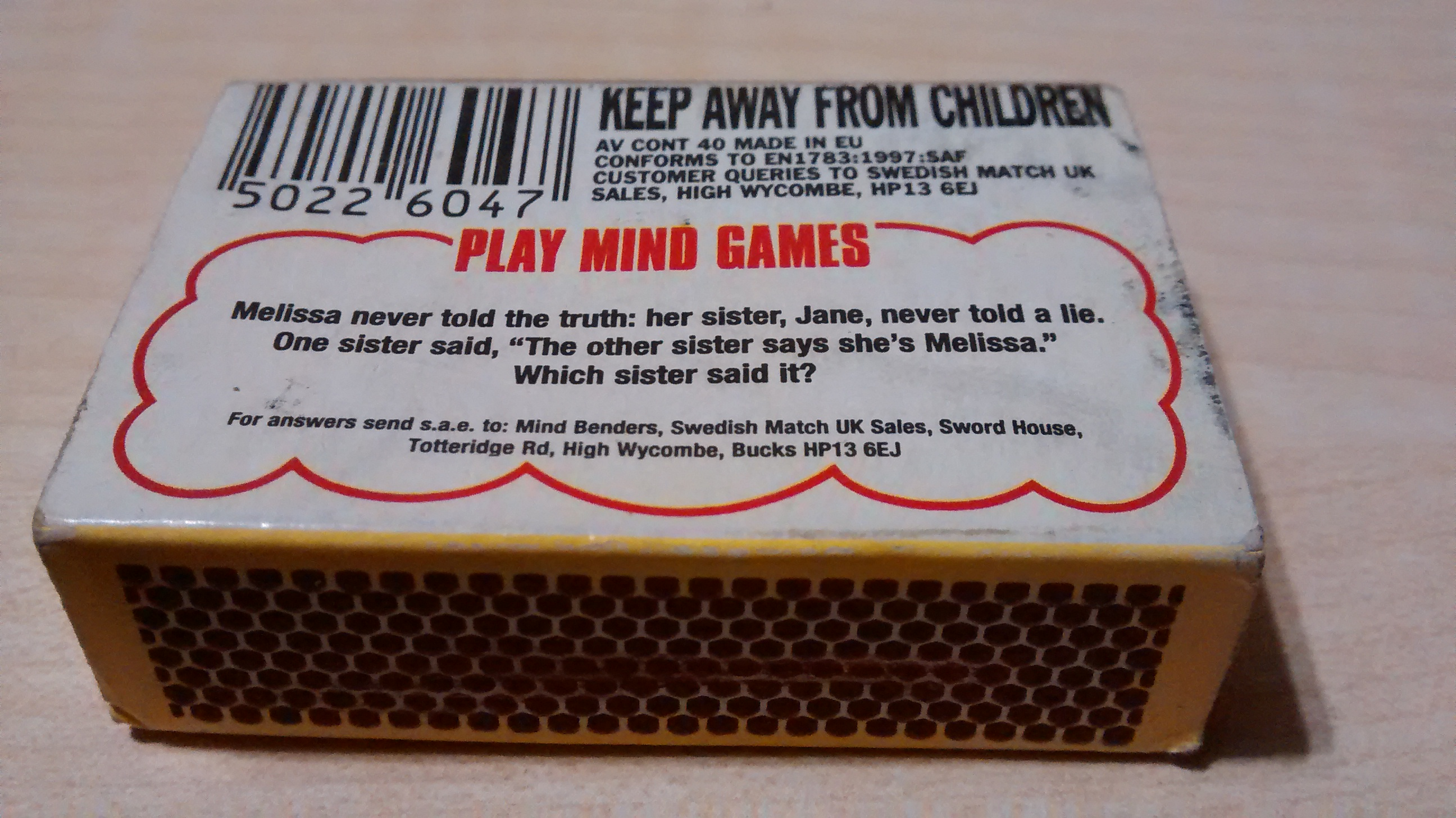
Mistos amb un passatemps intel·lectual imprès
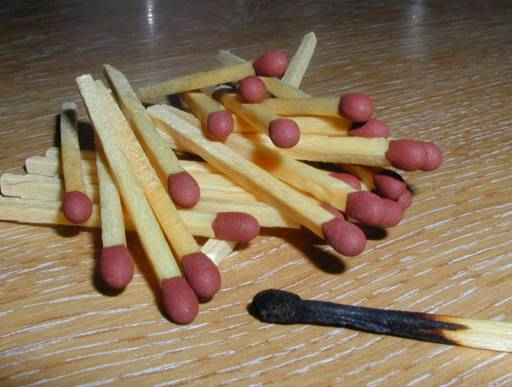
Mistos de seguretat de la llar
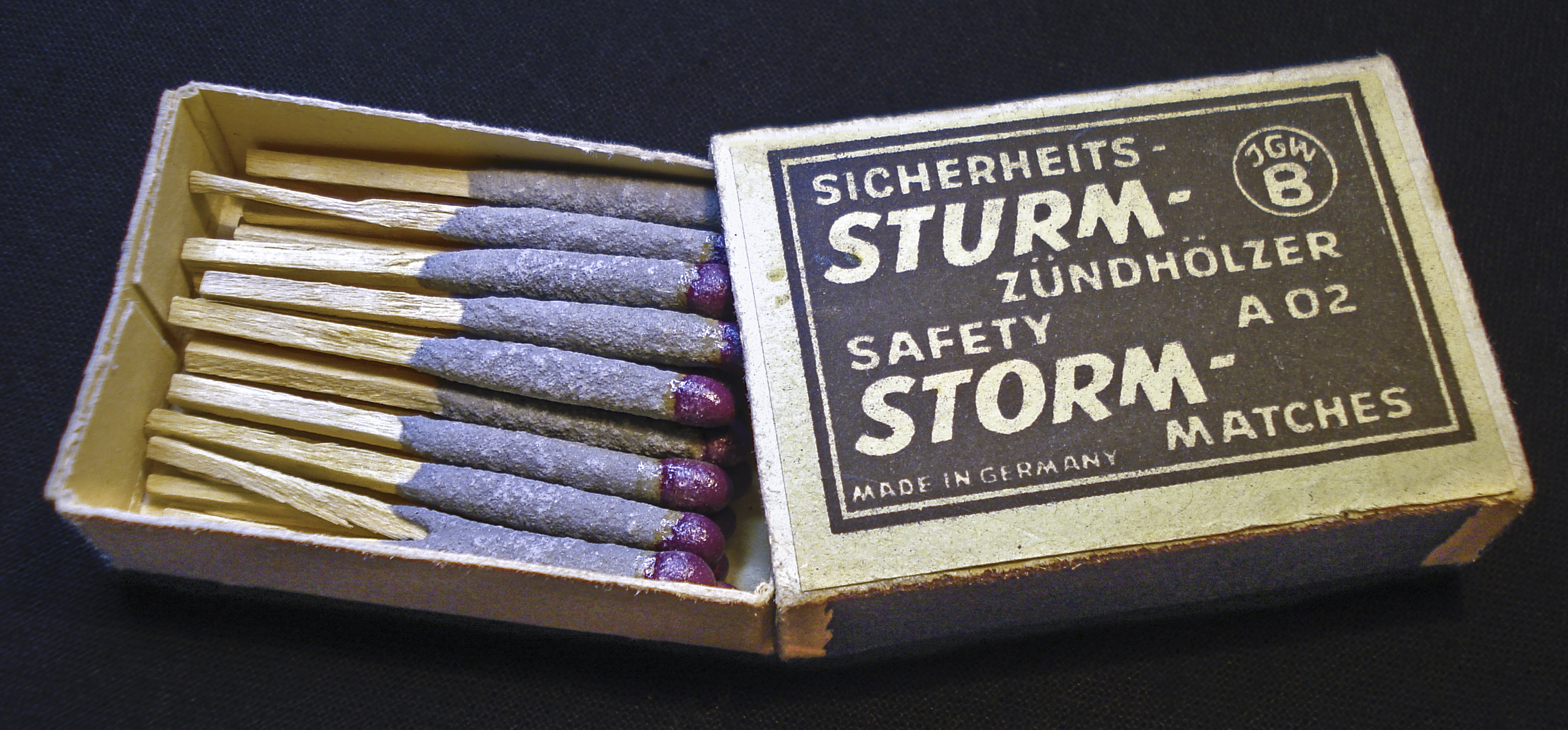
Mistos especials per a poder-los encendre durant una tempesta

## Focs a causa de mistos encesos

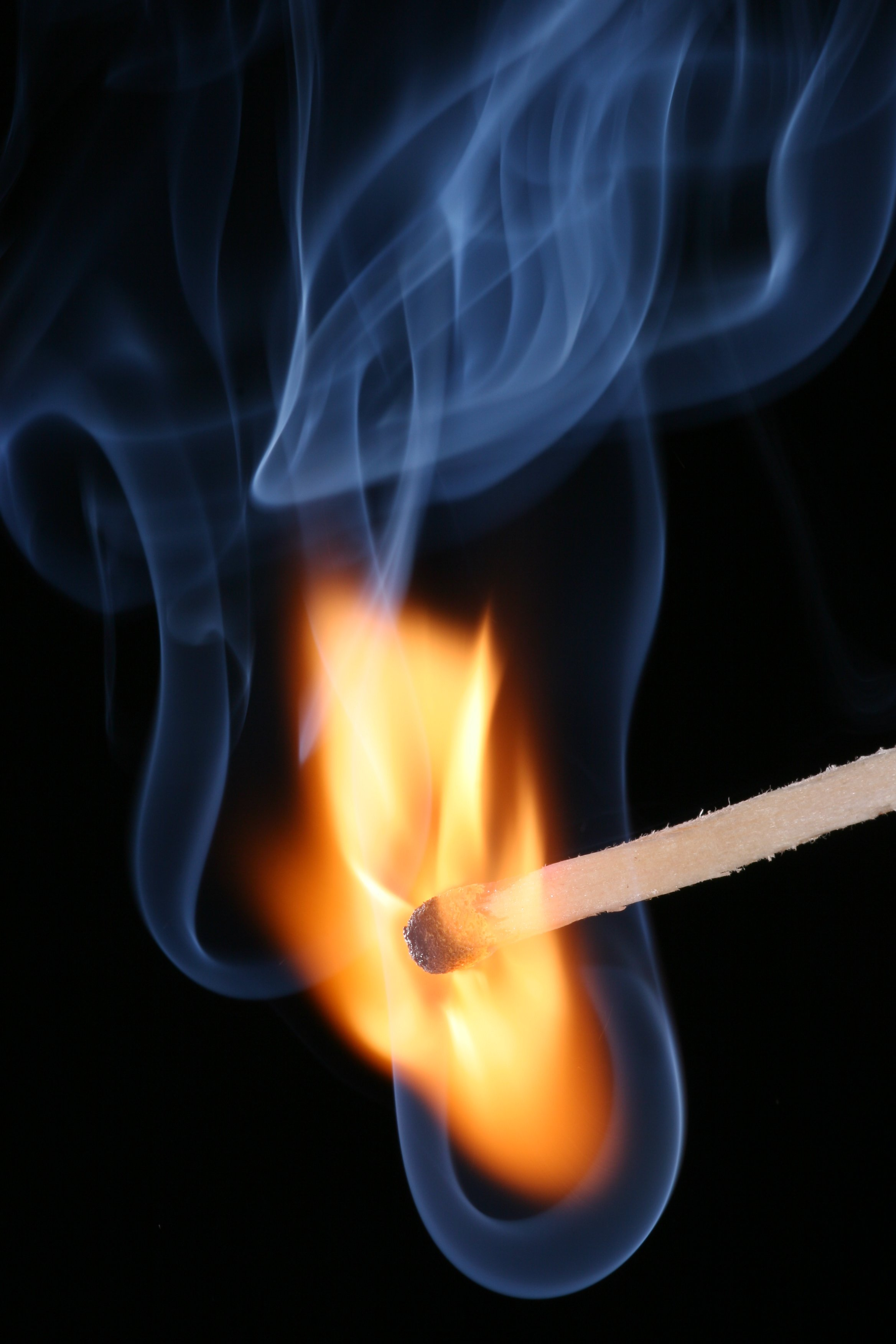
Un llumí encenent-se

- El Bosc Cocoanut era un cabaret a Boston, Massachusetts. El 28 de novembre, de 1942, el cabaret era ple de gom a gom, quan hi hagué l'incendi d'un lloc d'entretiment més mortal de tota la història dels Estats Units. Hi moriren 492 persones i ferides centenars. Una palmera artificial calà foc quan un noi de 16 anys Stanley Tomaszewski encengué un misto per a il·luminar-se mentre canviava una bombeta. El cas es reobrí el 1997, i es determinà que el foc de flaix fou accelerat per clorur de metil de la fuita d'una gelera defectuosa, prop del Saló de Melodia.
- El dit King's Cross fire fou un incendi que es produí a Londres el 18 de novembre, de 1987; va matar 31 persones. Fou provocat per les escombraries i el greix que s'encengueren sota les escales mecàniques de fusta, probablement a causa un misto encès i llençat.